# Jarosław Antoszczyk
Jarosław Antoszczyk (ur. 26 listopada 1975 w Łodzi) – polski reżyser, aktor.

## Życiorys
Absolwent Wydziału Realizacji Obrazu Filmowego, Telewizyjnego i Fotografii w Wyższej Szkole Sztuki i Projektowania w Łodzi (dyplom licencjacki w 2006, dyplom magisterski w 2009). W 2005 otrzymał Wyróżnienie Dziekana za film dyplomowy pt. „Ciawasy”).
W 2002 startował w wyborach do sejmiku województwa łódzkiego z listy Sojuszu Lewicy Demokratycznej - Unii Pracy (uzyskał 448 głosów i nie został wybrany na radnego)).
Były prezes Klubu Sportowego Start w Łodzi. Członek stowarzyszenia Związku Artystów Scen Polskich.

## Nagrody filmowe

### „Kombatant, czyli sceny z życia Józefa W”
- 2007: Wyróżnienie na XI Międzynarodowym Festiwalu Filmowy Off Cinema w Poznaniu[3]
- 2007: Wyróżnienie na XXIII Festiwalu OFF-Era Filmowa w Bydgoszczy.

### „Ciawasy”
- 2006: Wyróżnienie na III Gliwickim Offowym Festiwalu Filmowym GOFFR 2006[4]
- 2007: Nagroda „Mały Pagórek” w kategorii etiuda studencka na II Festiwalu Filmowy Kino Niezależne „Filmowa Góra” w 2006 roku[5]
- 2007: I Nagroda na VII Festiwalu Filmów Niezależnych RePeFeNe[6][7]